# Wyżnia Nowa Szczerbina
Wyżnia Nowa Szczerbina (ok. 1960 m) – wąska przełączka w zachodniej części słowackich Tatr Bielskich, w grani Kominów Zdziarskich  pomiędzy najbardziej na północ wysuniętą Nową Turniczką a Nowym Mniszkiem. Na obydwie strony (na zachodzie do Nowej Doliny, na wschodzie do Doliny Hawraniej) stoki przełączki opadają wapiennymi ścianami o wysokości kilkudziesięciu metrów.
Nazwę przełęczy nadał Władysław Cywiński w 4 tomie przewodnika Tatry. Wcześniej była bezimienna. Pierwsze przejście granią od Niżniego Nowego Przechodu na szczyt Nowego Wierchu: Vladimir Tatarka i Martin Pršo 21 października 1987 r. Pierwszą znajdującą się za przełęczą Nową Turniczkę obeszli po prawej stronie, pozostałe przeszli ściśle granią (II, w jednym miejscu III w skali tatrzańskiej). Istnieje możliwość zejścia ze środkowej części grani Nowych Turniczek trudnym żlebkiem do perci poniżej ścian turniczek, przejścia nią kawałek i potem powrotu na grań tuż po północnej stronie najwyższego jej punktu.